# Sovremennik
Sovremennik (in russo Современник?, "Il Contemporaneo"), è stata una rivista letteraria russa, fondata nel 1836 da Puškin. Per l'intero ventennio a cavallo della metà dell'Ottocento è stata la più importante rivista del panorama della critica letteraria russa.
Dopo vari tentativi di portare alle stampe una rivista che, nell'idea del poeta, si contrapponesse alla cultura al ribasso strettamente collegata al successo di pubblicazioni quali « Severnaja Pčela » (L'ape del Nord), diretta da Faddej Bulgarin, Puškin riuscì nell'impresa con Sovremennik. Con l'intenzione di realizzare una rivista di buon livello letterario, il fondatore riuscì ad ospitare sul periodico le firme di Gogol', Odoevskij, Vjazemskij, Baratynskij, Kol'cov e riuscì a portare all'attenzione del pubblico le prime liriche di Tjutčev; ciò nonostante il progetto non ebbe la fortuna sperata, arrivando ad avere non più di settecento abbonati.
A seguito della morte di Puškin, la rivista passò sotto la direzione di Pletnëv, amico personale e agente letterario del poeta. L'attività della rivista non ebbe grandissimo rilievo all'interno della cultura russa fino a quando, alla fine di un lento declino, nel 1846, fu acquisita da Nikolaj Nekrasov e Ivan Panaev. Nekrasov ne divenne l'editore e nel periodo in cui la diresse, a partire dal primo numero pubblicato il 1º gennaio 1847, la rivista raggiunse la sua maggior diffusione e influenza all'interno del dibattito non solo letterario, ma anche e soprattutto politico e culturale della Russia dell'epoca.
Alla sua redazione parteciparono anche Turgenev, Gončarov, che nel 1847 vi pubblicò il suo primo romanzo, Obyknovennaja istoria (Una storia comune), e Tolstoj, che vi esordì nel 1852, riscuotendo un ampio successo, con Detstvo (Infanzia). Nel tempo si affiancarono intellettuali di spicco come Belinskij, Dobroljubov, Černyševskij e Pisarev.

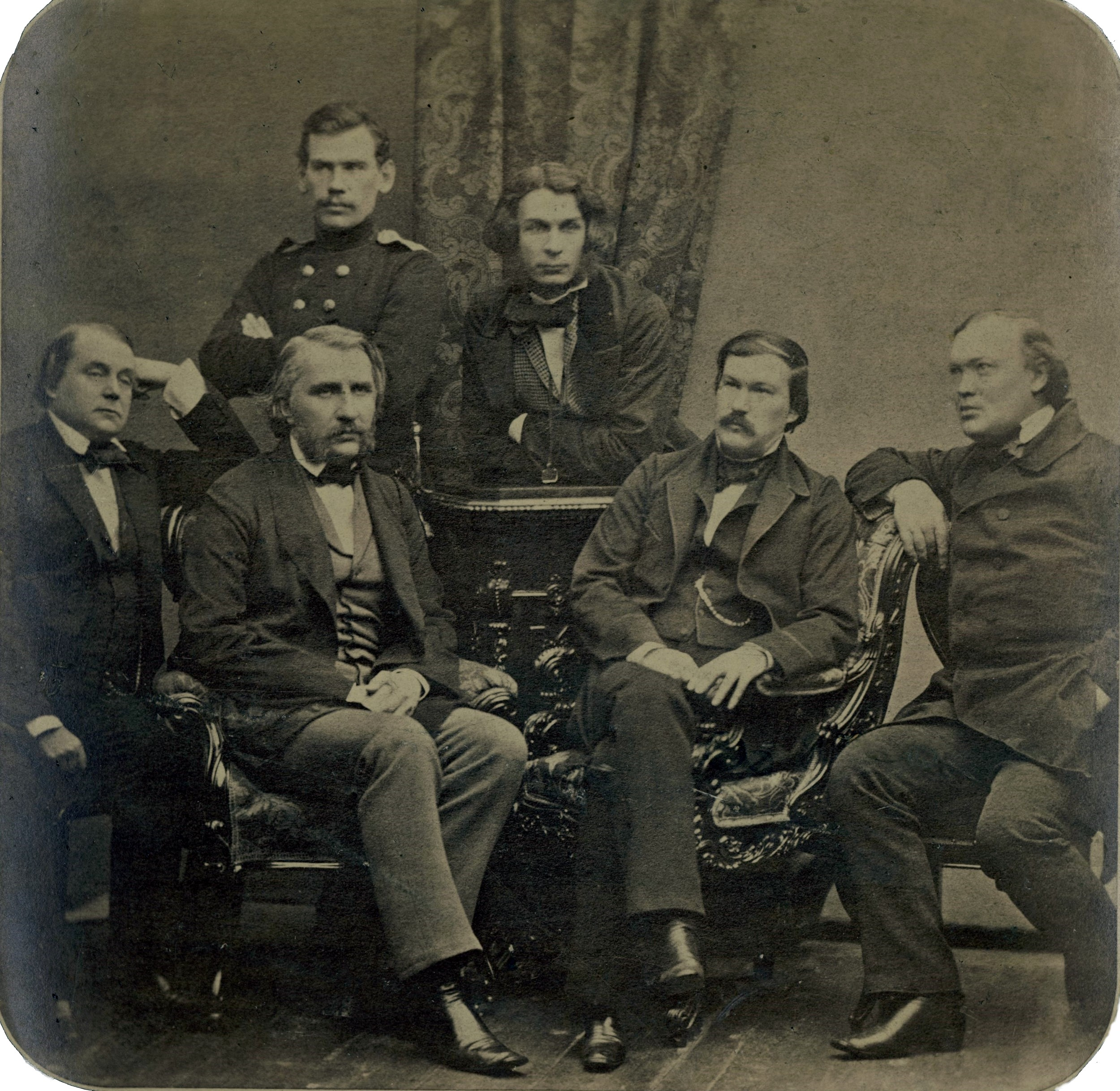
Alcuni redattori del Sovremennik, nel 1856. In piedi (da sinistra): Lev Tolstoj e Grigorovič. Seduti (da sinistra): Gončarov, Turgenev, Družinin e Ostrovskij

Nella dinamica delle collaborazioni Sovremennik subì una sempre maggiore influenza dell'ala radicale rappresentata da Černyševskij e Dobroljubov, a scapito di quella liberale, che portò, nel 1858, all'allontanamento dei membri di quest'ultima dalla redazione, perdendo collaboratori quali Turgenev, Lev e Aleksej Tolstoj, Grigorovič e Ostrovskij. Nel fisiologico ricambio delle firme, a questi ultimi si sostituirono scrittori di minor fama, tra cui Pypin, Pomjalovskij, e il più noto Saltykov-Ščedrin. Con i rimanenti redattori impostarono la linea politico-letteraria della rivista, abbracciando in toto le istanze socialiste rivoluzionarie.
La pubblicazione ospitava una rubrica, Obličitel'naja literatura (Letteratura d'accusa), che divenne il fulcro della strategia editoriale della stessa. In quel periodo divenne la rivista letteraria più diffusa, e di riflesso attirò continuamente le attenzioni della censura, col sospetto di creare diffidenza rispetto alla politica di riforme volute dal governo dell'epoca.
Nel 1863, contestualmente alla pubblicazione del romanzo Che fare? di Černyševskij (all'epoca agli arresti, con l'accusa di essere l'organizzatore di un partito rivoluzionario) iniziarono i veri problemi con la censura. Una serie di articoli pubblicati l'anno successivo e aventi come tema le miserie della classe contadina, fecero infine scattare una diffida ufficiale.
A seguito dell'attentato allo zar, nel 1866, l'attività antisovversiva del governo si inasprì, e Sovremennik entrò nel mirino della strategia di contenimento e soppressione delle voci critiche. Nel tentativo di accattivarsi la benevolenza della classe dirigente, Nekrasov, vista la minaccia incombente sulla sua rivista, compose una lirica dedicata al potente ministro Murav'ëv-Vilenskij, che però non sortì l'effetto sperato, così la rivista fu soppressa nell'estate del 1866.
Neanche la morte di Nekrasov, avvenuta nel 1878, rese possibile una nuova vita per la pubblicazione, che fu realizzata solo più di trenta anni dopo, nel 1911, ma senza i successi del periodo precedente, così da essere definitivamente chiusa nel 1915.

## Curiosità
Lo scrittore russo Fëdor Dostoevskij, in uno dei suoi primi romanzi, Il sosia (Dostoevskij), cita la rivista "Ape del Nord", diretta dal barone Brambeus, pseudonimo dello scrittore e giornalista russo Osip Ivanovič Senkovskij. "Quasi tutte le notizie, gli aneddoti e i riferimenti storici che ricorrono nei dialoghi del signor Goljadkin, protagonista del romanzo, sono ripresi da questa rivista e dalla "Biblioteca per la lettura", due riviste che fornivano le notizie al ceto medio, soprattutto impiegatizio" (Milano, Feltrinelli Editore, 2003, p.118, nota).